# スィヴァス
スィヴァス (Sivas) は、トルコ東部の都市。スィワス県の県都。人口は約31万2587人（2012年）。標高1285メートルで、中部アナトリアでもっとも高地にある。

## 歴史
ローマ帝国時代から、交易の中継地として重要な都市であった。古くはセバステイア (Sebasteia) と呼ばれた。欧州の男性人名「セバスチャン」はセバステ人が語源。
12世紀に建てられたウル・ジャミイ（大モスク）が市内に残る。
エルテナ侯国（1335年 - 1381年）。
1919年9月4日に、ムスタファ・ケマル・アタテュルクが祖国解放を目指して抵抗運動を呼びかけた会議を開いた場所として知られる。

## 姉妹都市
- グロズヌイ、ロシア
- グラダチャツ、ボスニア・ヘルツェゴビナ
- アダマ、エチオピア
- バクー、アゼルバイジャン
- マディーナ、サウジアラビア
- アリカンテ、スペイン
- クレルモン＝フェラン、フランス